# ماريون باربر الثالث
ماريون باربر الثالث (بالإنجليزية: Marion Barber III)‏ هو لاعب كرة قدم أمريكية أمريكي، ولد في 10 يونيو 1983 في بليموث في الولايات المتحدة.

## وصلات خارجية
- الموقع الرسمي
- ماريون باربر الثالث على موقع مرجع كرة القدم المحترفة.كوم (الإنجليزية)